# Ceratagallia acerata
Ceratagallia acerata är en insektsart som beskrevs av Hamilton 1998. Ceratagallia acerata ingår i släktet Ceratagallia och familjen dvärgstritar. Inga underarter finns listade i Catalogue of Life.